# پارتنهایم
پارتنهایم (به آلمانی: Partenheim) یک شهر در آلمان است که در آلزی-ورمز واقع شده‌است. پارتنهایم ۱٬۶۰۲ نفر جمعیت دارد.